# Parafia św. Józefa Oblubieńca w Charbrowie
Parafia Świętego Józefa Oblubieńca w Charbrowie – rzymskokatolicka parafia w Charbrowie. Należy do dekanatu łebskiego diecezji pelplińskiej. Erygowana w 1990 roku dekretem bpa Ignacego Jeża. Pierwszym proboszczem został ks. Stanisław Bugaj.